# Glasya-Labolas

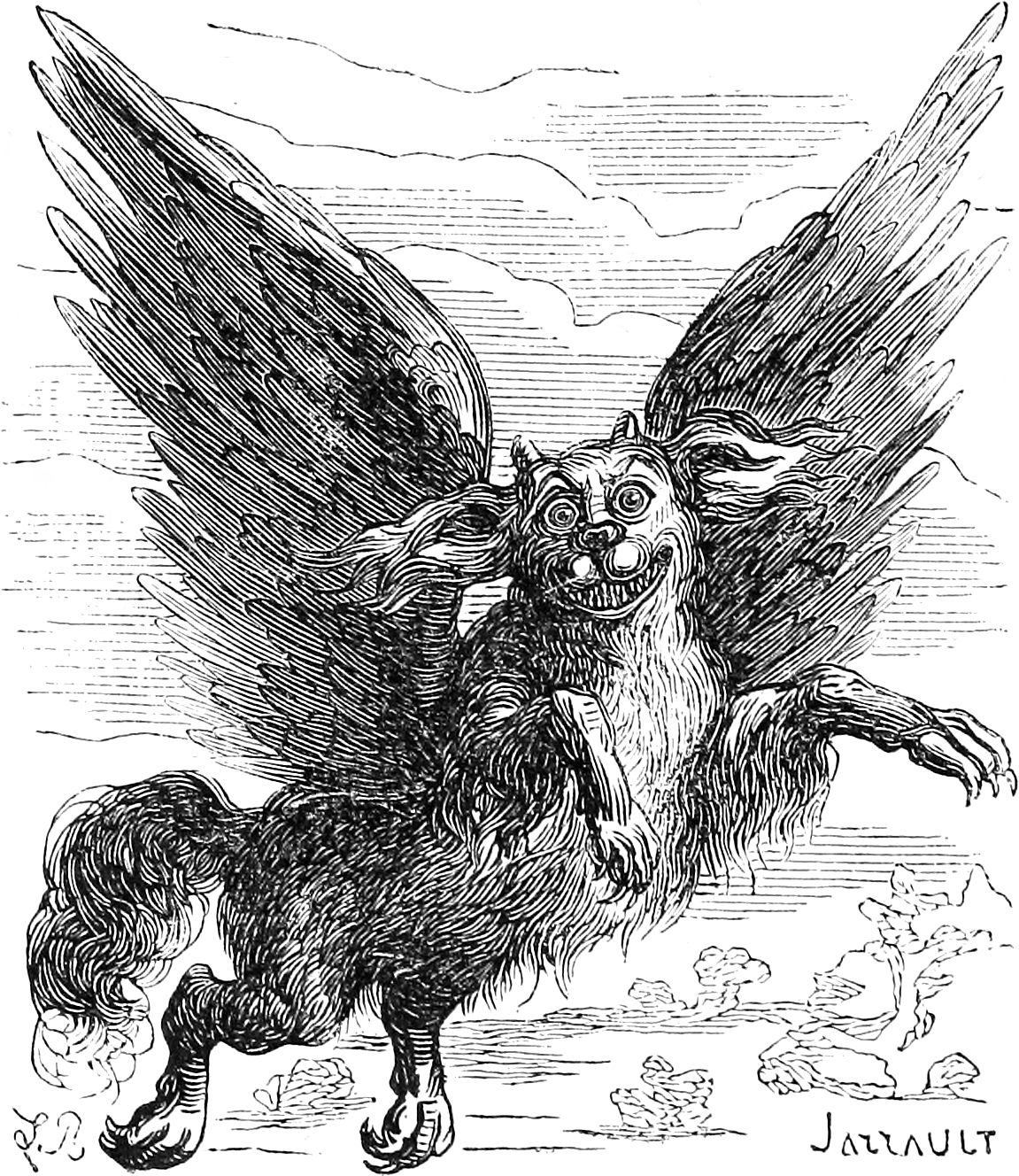

Caacrinolaas è un demonio, identificato anche come «Caacrinolaas», «Caasimolar», «Glassialabolas», «Glacialabolas», «Caasimola», «Bassimolar Glasya», «Glassia-labolis» o «Glasya Labolas». Nel Dizionario infernale di Collin de Plancy è descritto come un grande esponente del mondo infernale con il corpo di un cane e due ali di aquila. Nel "Trattato di Demonologia Summa verborum, numeri, temporis et spatii" dove si fa distinzione tra "Demone" e "Demonio", considerati due significati diversi;  è chiamato "CAaRICONOLaaS" ed è descritto come Gran Presidente dell'Inferno, che può donare il talento nelle Belle Arti e ispirare negli uomini una grande sete di sangue. Comanda trentasei legioni. Secondo altri egli è considerato un earl (titolo nobiliare adottato in Inghilterra) ovvero un nobile dell’inferno.